# Morten P. Meldal

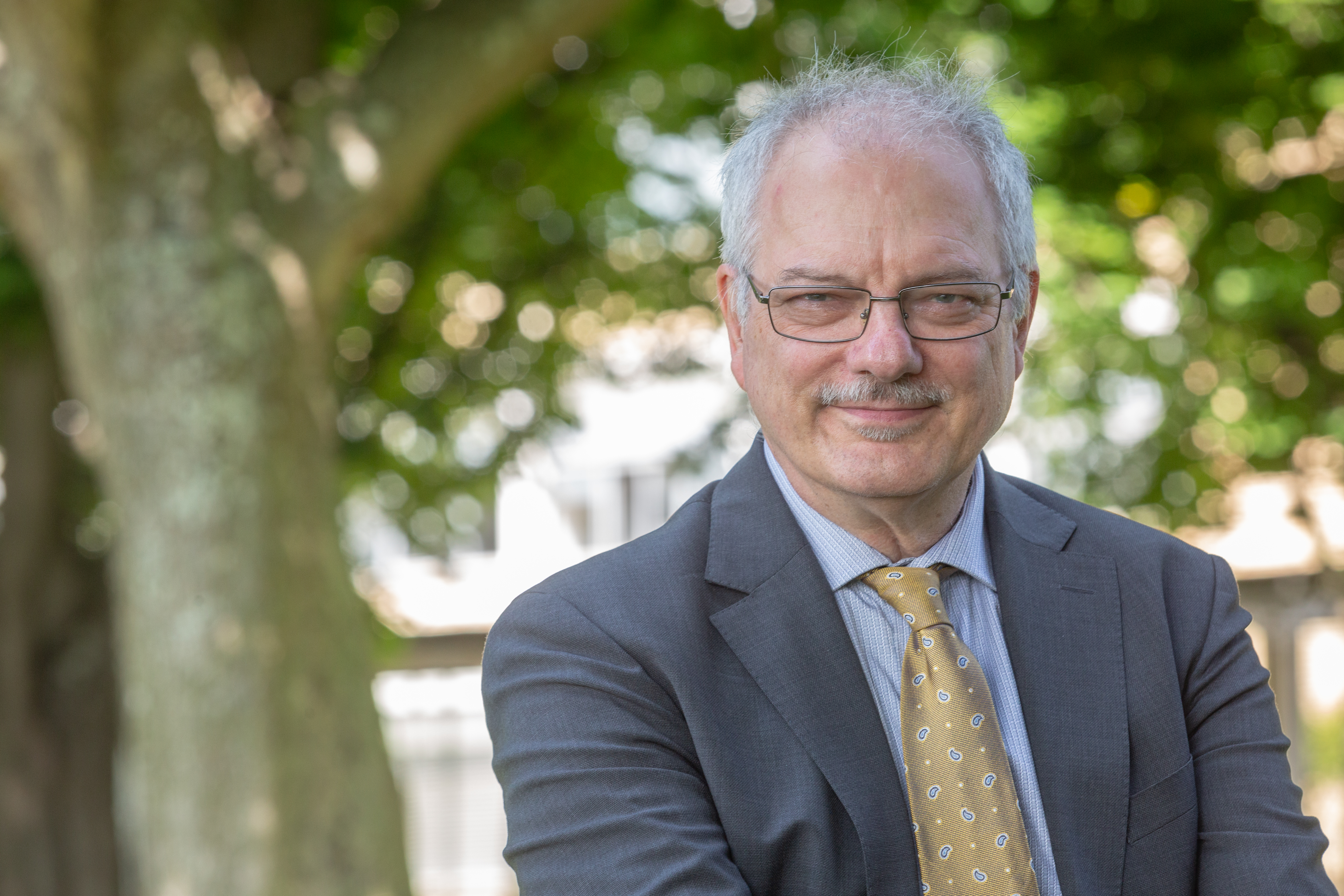
Morten P. Meldal

Morten Peter Meldal (* 16. Januar 1954 in Kopenhagen) ist ein dänischer Chemiker. Im Jahr 2022 wurde ihm gemeinsam mit Carolyn Bertozzi und K. Barry Sharpless der Nobelpreis für Chemie zuerkannt. Gewürdigt wurde dabei seine grundlegende Forschung zur Click-Chemie. Die grundlegende Idee zur Click-Chemie – dem möglichst einfachen, schnellen und effizienten Aufbau von Reaktionen ähnlich solchen in der Biologie, die von Meldal und anderen mit dem Aufbau von Architekturen mit einfachen Lego-Bausteinen verglichen wurde – wurde 2000 von Sharpless gelegt. Meldal und Sharpless fanden aber bald darauf die meist verbreitete Reaktion der Click-Chemie, die Kupfer-katalysierte Azid-Alkin-Cycloaddition (siehe unten).

## Leben
Meldal studierte Chemieingenieurwesen an der Technischen Universität Dänemark (DTU), an der er 1980 seinen Masterabschluss erhielt und 1983 über Synthese von Oligosacchariden promovierte. Als Post-Doktorand war er an der Universität Cambridge am MRC Laboratory of  Molecular Biology. 1996 wurde er Professor an der Technischen Universität Dänemarks. Außerdem leitete er ab 1988 das Solid Phase Organic Combinatorial Chemistry Center am Carlsberg Laboratorium mit dem Rang eines Professors. 2004 erhielt er eine Honorarprofessur in der Abteilung Pharmazie der Universität Kopenhagen. 2011 wurde er Professor für Nanochemie am Nano Science Center der Universität Kopenhagen.

## Werk
Die bekannteste Leistung Meldals ist die Entwicklung der in der Click-Chemie bedeutenden kupferkatalysierten Azid-Alkin-Reaktion (copper-catalyzed azide-alkyne cycloaddition, CuAAC). Er benutzte die Reaktion zur Modifikation von Proteinen und zum Aufbau von Polymerarchitekturen, vergleichbar nach seinen eigenen Worten mit molekularem Lego. Sein Hauptziel ist die Synthese von Peptiden und modifizierten Proteinen (Enzymen) aus einfachen Bausteinen. Von ihm stammen auch weitere neue Synthesemethoden, so auf Basis von N-Acyl-Iminiumionen.
Meldal hat (Stand Oktober 2019) laut der Datenbank Scopus einen h-Index von 56, laut Publons von 54.

## Auszeichnungen
- 2009 Ralph F. Hirschmann Award in Peptide Chemistry[5]
- 2011 Vincent du Vigneaud Award
- 2019 Clarivate Citation Laureate[6]
- 2022 Nobelpreis für Chemie
- Mitglied der Königlich Dänischen Akademie der Wissenschaften[7]